# Атоски вртови — преображење
Атоски вртови — преображење је југословенски филм из 1989. године. Режирао га је Стојан Стојчић који је писао и сценарио са Славеном Радовановићем.

## Радња
После пропасти царске Русије и налета комунизма, који уништава све старо, велики број интелектуалаца бежи на југ. Једна група се зауставила на Балкану, у Темској. Налет нових Татара стигао их је и овде. Нова власт у сарадњи са месним политичарима пали цркву која је тек саграђена , Свештеника и иконописца храма оковане у ланце, затворе у тамницу ту преживљавају своје дно, очекујући уздизање и могућност преображаја.

## Улоге
| Глумац                   | Улога               |
| ------------------------ | ------------------- |
| Танасије Узуновић        | Игор Васиљев/Ранђел |
| Петар Божовић            | Криминалац          |
| Жарко Лаушевић           | Сликар Сава         |
| Милутин Караџић          | Мајмун              |
| Неда Арнерић             | Клара               |
| Елизабета Ђоревска       | Гатара              |
| Душан Јанићијевић        | Кирил               |
| Данило Бата Стојковић    | Аркадије            |
| Велимир Бата Живојиновић | Комесар             |
| Гојко Шантић             | Свештеник Теодосије |
| Љубомир Ћипранић         | Стражар у тамници   |
| Мелита Бихали            | Шанкерица           |
| Даница Максимовић        | Верујућа            |
| Снежана Савић            | Савин сликарски акт |
| Ненад Нединић            | Тимотије            |
| Бранислав Јеринић        | Ранђел (глас)       |

## Занимљивост
- На крају филма Рибља Чорба изводи песму Погледај дом свој, анђеле.